# 高畠ワイン
高畠ワイン株式会社（たかはたワイン）は、山形県東置賜郡高畠町に本社を置く酒造メーカー。

## 沿革
- 1948年（昭和23年） - 長野県塩尻市に「太田葡萄酒株式会社」設立。
- 1991年（平成3年）9月10日 - 「高畠ワイン株式会社」に社名変更、現在の場所に移転。
- 2018年（平成30年）4月1日 - 「株式会社高畠ワイナリー」に社名変更。